# Holdhalfélék

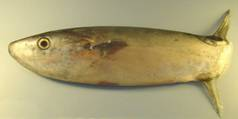
Ranzania laevis

A holdhalfélék (Molidae) a csontos halak (Osteichthyes) főosztályának sugarasúszójú halak (Actinopterygii) osztályába, ezen belül a gömbhalalakúak (Tetraodontiformes) rendjébe tartozó család.
Ebbe a halcsaládba 5 élő faj tartozik.

## Előfordulásuk
A holdhalfélék a legnagyobb csontos halak. Legnagyobb fajuk maga a holdhal (Mola mola), amelynek legnagyobb példányai 3,3 méter hosszúak és több, mint 2 tonnásak. Hát- és hasúszójuk igen hosszú, a farkuk nagyon rövid.
Az összes hal közül nekik van a legkevesebb csigolyájuk, főleg a holdhalnak. Bőrük eléggé durva. Farkukból majdnem teljesen hiányzik a csont, és csontvázuk nagy része porcos. Bőrükön nincsenek csontos lemezek, csak vastag porcos képződmények. E halcsaládnak nincs úszóhólyagja. Húsuk a sünhalfélékhez és gömbhalfélékhez hasonlóan méreganyagot tartalmaz, de nem olyan sokat, mint kisebb rokonaiké.
A halak a helyváltoztatáshoz a két nagy úszójukat használják. A hátsó úszót, ami tulajdonképpen egymásba érő hát- és hasúszó, csak a stabilizálásra használják. Az irányváltoztatáshoz a kopoltyújukból nyomnak ki erős vízsugarat. Ehhez néha az úszókat is használják. Amikor mozognak, úgynéznek ki mintha „repülnek” és nem úsznának.
Beszámolók vannak arról, hogy a holdhalfélék garatfogaik összedörzsölésével hangokat is képesek kiadni. A garatfogak hosszúak, karomszerűek. Mint a többi gömbhalalakúnak, a holdhalfélék fogai is összenőttek, csőrszerű képződményt hozva létre. E „csőr” miatt a halak képtelenek becsukni a szájukat. Bár szájizmaik erősek, e halak főleg medúzákkal és egyéb puha szövetű állatokkal táplálkoznak, de néha halakat és rákokat is elkapnak.
A holdhalfélékre sok élősködő tapad, emiatt el-el látogatnak a zátonyokra, ahol a tisztogatóhelyeken kisebb halak megtisztítják őket.

## Rendszerezésük
A családba az alábbi 3 élő nem és 2 fosszilis nem tartozik:
- Masturus Gill, 1884 - 1 élő faj
- Mola Kölreuter, 1766 - 3 élő faj és 1-2 fosszilis faj
- Ranzania Nardo, 1840 - 1 élő faj és 5 fosszilis faj

- †Austromola Gregorova et al., 2009 - kora miocén; 1 faj[3]
- †Eomola Tyler & Bannikov, 1992 - középső eocén; 1 faj[4]

## Fordítás
- Ez a szócikk részben vagy egészben  a   Molidae című angol Wikipédia-szócikk ezen változatának fordításán alapul.  Az eredeti cikk szerkesztőit annak laptörténete sorolja fel. Ez a jelzés csupán a megfogalmazás eredetét és a szerzői jogokat jelzi, nem szolgál a cikkben szereplő információk forrásmegjelöléseként.